# Verein für Bewegungsspiele Leipzig 1992-1993
Questa voce raccoglie le informazioni riguardanti il Verein für Bewegungsspiele Leipzig nelle competizioni ufficiali della stagione 1992-1993.

## Stagione
Nella stagione 1992-1993 il VfB Lipsia, allenato da Jürgen Sundermann, concluse il campionato di 2. Bundesliga al 3º posto. In Coppa di Germania il VfB Lipsia fu eliminato al terzo turno dall'Hertha Berlino II.

## Rosa
| N. |                     | Ruolo | Calciatore              |
| -- | ------------------- | ----- | ----------------------- |
| 3  | Germania (bandiera) | C     | Nico Däbritz            |
|    | Germania (bandiera) | P     | Daniel Fröhlich         |
|    | Germania (bandiera) | P     | Maik Kischko            |
|    | Germania (bandiera) | P     | René Koslowski          |
|    | Germania (bandiera) | P     | Ingo Saager             |
|    | Germania (bandiera) | D     | Frank Edmond            |
|    | Germania (bandiera) | D     | Helmut Gabriel          |
|    | Germania (bandiera) | D     | Hans-Jürgen Heidenreich |
|    | Germania (bandiera) | D     | Rico Kauerhof           |
|    | Germania (bandiera) | D     | Torsten Kracht          |
|    | Germania (bandiera) | D     | Matthias Lindner        |
|    | Germania (bandiera) | D     | Rico Pellmann           |

| N. |                     | Ruolo | Calciatore           |
| -- | ------------------- | ----- | -------------------- |
|    | Germania (bandiera) | C     | Dirk Anders          |
|    | Germania (bandiera) | C     | Uwe Bredow           |
|    | Germania (bandiera) | C     | Jörg Engelmann       |
|    | Russia (bandiera)   | C     | Gennadi Grishin      |
|    | Ghana (bandiera)    | C     | Sarfo Gyamfi         |
|    | Germania (bandiera) | C     | Dieter Hecking       |
|    | Germania (bandiera) | C     | Matthias Liebers     |
|    | Germania (bandiera) | C     | Uwe Trommer          |
|    | Brasile (bandiera)  | A     | Franklin Bittencourt |
|    | Ghana (bandiera)    | A     | Alexander Opoku      |
|    | Germania (bandiera) | A     | Jürgen Rische        |
|    | Polonia (bandiera)  | A     | Janusz Turowski      |

## Organigramma societario
Area tecnica
- Allenatore: Jürgen Sundermann
- Allenatore in seconda: Damian Halata
- Preparatore dei portieri:
- Preparatori atletici: Uwe Zimmermann

## Calciomercato

### Sessione estiva
| Acquisti | Acquisti                | Acquisti          | Acquisti |
| R.       | Nome                    | da                | Modalità |
| -------- | ----------------------- | ----------------- | -------- |
| A        | Franklin Bittencourt    | Fluminense        |          |
| P        | Daniel Fröhlich         | Sachsen Lipsia    |          |
| D        | Helmut Gabriel          | Stahl Brandeburgo |          |
| C        | Gennadi Grishin         | Torpedo Mosca     |          |
| C        | Sarfo Gyamfi            | Wacker Innsbruck  |          |
| C        | Dieter Hecking          | Waldhof Mannheim  |          |
| D        | Hans-Jürgen Heidenreich | Norimberga        |          |

| Cessioni | Cessioni             | Cessioni       | Cessioni |
| R.       | Nome                 | a              | Modalità |
| -------- | -------------------- | -------------- | -------- |
| D        | Steffen Hammermüller | Sachsen Lipsia |          |
| D        | Ronald Kreer         | Sachsen Lipsia |          |
| D        | Detlef Müller        | Erzgebirge Aue |          |
| C        | Jörg Wunderlich      | Sachsen Lipsia |          |

### Sessione invernale
| Acquisti | Acquisti | Acquisti | Acquisti |
| R.       | Nome     | da       | Modalità |
| -------- | -------- | -------- | -------- |

| Cessioni | Cessioni     | Cessioni     | Cessioni |
| R.       | Nome         | a            | Modalità |
| -------- | ------------ | ------------ | -------- |
| A        | Bernd Hobsch | Werder Brema |          |

## Risultati

### 2. Bundesliga

#### Girone di andata
| Lipsia 11 luglio 1992, ore 15:30 CEST 1ª giornata | VfB Lipsia | 0 – 0 referto | Duisburg | Zentralstadion (5 150 spett.)\| Arbitro: \| Heynemann \| |
| Arbitro:                                          | Heynemann  |               |          |                                                          |

| Arbitro: | Best |

|  |           |                       |
|  | Marcatori | 55’ Rische 74’ Hobsch |

| Arbitro: | Stenzel |

|                       |           |  |
| Rische 53’ Hobsch 65’ | Marcatori |  |

| Amburgo 21 luglio 1992, ore 20:00 CEST 4ª giornata | St. Pauli | 0 – 0 referto | VfB Lipsia | Millerntor-Stadion (20 350 spett.)\| Arbitro: \| Weber \| |
| Arbitro:                                           | Weber     |               |            |                                                           |

| Arbitro: | Fux |

|                 |           |  |
| Hobsch 71’, 85’ | Marcatori |  |

| Arbitro: | Jansen |

|                   |           |                           |
| Heß 51’ Simon 79’ | Marcatori | 6’, 19’ Hobsch 64’ Anders |

| Arbitro: | Amerell |

|                       |           |                 |
| Rische 61’ Kracht 90’ | Marcatori | 35’ Buchheister |

| Arbitro: | Heynemann |

|                                   |           |  |
| Anders 61’ Rische 72’ Däbritz 90’ | Marcatori |  |

| Arbitro: | Steinborn |

|              |           |  |
| Schmugge 68’ | Marcatori |  |

| Arbitro: | Kuhne |

|  |           |            |
|  | Marcatori | 80’ Präger |

| Lipsia 25 agosto 1992, ore 19:30 CEST 11ª giornata                                  | Unterhaching | 4 – 1 referto | VfB Lipsia | Zentralstadion (2 500 spett.) |
| \| \| \| \| \| Leitl 26’ Bergen 49’ Lemberger 86’, 89’ \| Marcatori \| 9’ Hobsch \| |              |               |            |                               |
|                                                                                     |              |               |            |                               |
| Leitl 26’ Bergen 49’ Lemberger 86’, 89’                                             | Marcatori    | 9’ Hobsch     |            |                               |

| Arbitro: | Strampe |

|             |           |                    |
| Hecking 17’ | Marcatori | 38’ Wahl 53’ Lange |

| Arbitro: | Buchhart |

|  |           |             |
|  | Marcatori | 44’ Lindner |

| Lipsia 5 settembre 1992, ore 15:30 CEST 14ª giornata | VfB Lipsia | 0 – 0 referto | Osnabrück | Zentralstadion (1 860 spett.)\| Arbitro: \| Leimert \| |
| Arbitro:                                             | Leimert    |               |           |                                                        |

| Arbitro: | Dardenne |

|                                    |           |                                     |
| Steinbach 40’ Drulák 48’ Brand 83’ | Marcatori | 26’ Engelmann 70’ Hobsch 78’ Anders |

| Arbitro: | Müller |

|                             |           |                           |
| Hobsch 2’, 10’ Turowski 80’ | Marcatori | 43’ Berkenhagen 82’ Bobic |

| Arbitro: | Wittke |

|            |           |  |
| Freund 24’ | Marcatori |  |

| Arbitro: | Schmidt |

|                                    |           |                           |
| Anders 6’ Rische 65’ Engelmann 90’ | Marcatori | 45’ Reich 69’ Frąckiewicz |

| Arbitro: | Kemmling |

|                       |           |                       |
| Veit 77’ Mehlhorn 80’ | Marcatori | 14’ Edmond 68’ Anders |

| Arbitro: | Haupt |

|                      |           |           |
| Hobsch 4’ Anders 10’ | Marcatori | 49’ Sturm |

| Arbitro: | Kasper |

|  |           |            |
|  | Marcatori | 17’ Hobsch |

| Arbitro: | Pohlmann |

|                                  |           |  |
| Rische 60’ Hobsch 63’ Edmond 88’ | Marcatori |  |

| Arbitro: | Hauer |

|                |           |                                     |
| Herzberger 88’ | Marcatori | 59’ Hobsch 68’ Rische 90’ Engelmann |

#### Girone di ritorno
| Arbitro: | Schäfer |

|                |           |            |
| Struckmann 67’ | Marcatori | 70’ Edmond |

| Arbitro: | Brandt-Chollé |

|            |           |  |
| Hobsch 38’ | Marcatori |  |

| Homburg 6 febbraio 1993, ore 15:30 CET 26ª giornata | Homburg | 0 – 0 referto | VfB Lipsia | Waldstadion (1 750 spett.)\| Arbitro: \| Zerr \| |
| Arbitro:                                            | Zerr    |               |            |                                                  |

| Lipsia 13 febbraio 1993, ore 15:30 CET 27ª giornata | VfB Lipsia | 0 – 0 referto | St. Pauli | Zentralstadion (3 200 spett.)\| Arbitro: \| Krug \| |
| Arbitro:                                            | Krug       |               |           |                                                     |

| Arbitro: | Harder |

|                                                   |           |            |
| Demandt 5’ Gries 20’ Kracht 73’ (aut.) Basler 85’ | Marcatori | 75’ Kracht |

| Arbitro: | Prengel |

|                       |           |  |
| Kracht 51’ Anders 72’ | Marcatori |  |

| Arbitro: | Brandauer |

|              |           |                 |
| Mahjoubi 11’ | Marcatori | 67’ Bittencourt |

| Arbitro: | Malbranc |

|                |           |             |
| Schjønberg 35’ | Marcatori | 11’ Däbritz |

| Arbitro: | Hauer |

|                            |           |  |
| Rische 26’ Anders 45’, 66’ | Marcatori |  |

| Arbitro: | Willems |

|  |           |            |
|  | Marcatori | 71’ Edmond |

| Arbitro: | Aust |

|                        |           |             |
| Rische 72’ Lindner 90’ | Marcatori | 85’ Allievi |

| Arbitro: | Werthmann |

|                   |           |  |
| März 46’ Dowe 76’ | Marcatori |  |

| Lipsia 17 aprile 1993, ore 15:30 CEST 36ª giornata | VfB Lipsia | 0 – 0 referto | Fortuna Düsseldorf | Zentralstadion (6 100 spett.)\| Arbitro: \| Fischer \| |
| Arbitro:                                           | Fischer    |               |                    |                                                        |

| Arbitro: | Buchhart |

|            |           |             |
| Balzis 39’ | Marcatori | 54’ Lindner |

| Arbitro: | Lange |

|             |           |               |
| Grishin 36’ | Marcatori | 2’ Wawrzyniak |

| Arbitro: | Wiesel |

|                  |           |  |
| Bobic 9’ Epp 66’ | Marcatori |  |

| Arbitro: | Habermann |

|                            |           |  |
| Anders 34’ Bittencourt 89’ | Marcatori |  |

| Arbitro: | Domurat |

|                           |           |            |
| Lieberam 68’ Dammeier 84’ | Marcatori | 45’ Edmond |

| Arbitro: | Schmidhuber |

|                                          |           |                                       |
| Engelmann 75’ Bittencourt 77’ Anders 79’ | Marcatori | 30’ Boer 66’, 70’ Heidrich 74’ Gerber |

| Arbitro: | Pohlmann |

|                          |           |                              |
| Sedláček 66’ Pröpper 81’ | Marcatori | 12’ Gabriel 87’, 90’ Grishin |

| Arbitro: | Kuhne |

|                                  |           |  |
| Bittencourt 53’, 62’ Däbritz 63’ | Marcatori |  |

| Mannheim 30 maggio 1993, ore 15:00 CEST 45ª giornata | Waldhof Mannheim | 0 – 0 referto | VfB Lipsia | Stadion am Alsenweg (15 200 spett.)\| Arbitro: \| Dellwing \| |
| Arbitro:                                             | Dellwing         |               |            |                                                               |

| Arbitro: | Schmidt |

|                       |           |  |
| Rische 60’ Anders 68’ | Marcatori |  |

### Coppa di Germania
| Arbitro: | Merk |

|                       |           |                                   |
| Jähnig 43’ Zander 70’ | Marcatori | 18’ Rische 42’ Lindner 79’ Hobsch |

| Arbitro: | Fleske |

|                                      |           |                         |
| Gezen 9’ Lehmann 52’, 58’ Kaiser 82’ | Marcatori | 45’ Edmond 74’ Turowski |

## Statistiche

### Statistiche di squadra
| Competizione      | Punti | In casa | In casa | In casa | In casa | In casa | In casa | In trasferta | In trasferta | In trasferta | In trasferta | In trasferta | In trasferta | Totale | Totale | Totale | Totale | Totale | Totale | DR  |
| Competizione      | Punti | G       | V       | N       | P       | Gf      | Gs      | G            | V            | N            | P            | Gf           | Gs           | G      | V      | N      | P      | Gf     | Gs     | DR  |
| ----------------- | ----- | ------- | ------- | ------- | ------- | ------- | ------- | ------------ | ------------ | ------------ | ------------ | ------------ | ------------ | ------ | ------ | ------ | ------ | ------ | ------ | --- |
| 2. Bundesliga     | 58    | 23      | 15      | 5       | 3       | 40      | 15      | 23           | 7            | 9            | 7            | 26           | 30           | 46     | 22     | 14     | 10     | 66     | 45     | +21 |
| Coppa di Germania | -     | 0       | 0       | 0       | 0       | 0       | 0       | 2            | 1            | 0            | 1            | 5            | 6            | 2      | 1      | 0      | 1      | 5      | 6      | -1  |
| Totale            | 58    | 23      | 15      | 5       | 3       | 40      | 15      | 25           | 8            | 9            | 8            | 31           | 36           | 48     | 23     | 14     | 11     | 71     | 51     | +20 |

### Andamento in campionato
| Giornata  | 1  | 2 | 3 | 4 | 5 | 6 | 7 | 8 | 9 | 10 | 11 | 12 | 13 | 14 | 15 | 16 | 17 | 18 | 19 | 20 | 21 | 22 | 23 | 24 | 25 | 26 | 27 | 28 | 29 | 30 | 31 | 32 | 33 | 34 | 35 | 36 | 37 | 38 | 39 | 40 | 41 | 42 | 43 | 44 | 45 | 46 |
| --------- | -- | - | - | - | - | - | - | - | - | -- | -- | -- | -- | -- | -- | -- | -- | -- | -- | -- | -- | -- | -- | -- | -- | -- | -- | -- | -- | -- | -- | -- | -- | -- | -- | -- | -- | -- | -- | -- | -- | -- | -- | -- | -- | -- |
| Luogo     | C  | T | C | T | C | T | C | C | T | C  | T  | C  | T  | C  | T  | C  | T  | C  | T  | C  | T  | C  | T  | T  | C  | T  | C  | T  | C  | T  | T  | C  | T  | C  | T  | C  | T  | C  | T  | C  | T  | C  | T  | C  | T  | C  |
| Risultato | N  | V | V | N | V | V | V | V | P | P  | P  | P  | V  | N  | N  | V  | P  | V  | N  | V  | V  | V  | V  | N  | V  | N  | N  | P  | V  | N  | N  | V  | V  | V  | P  | N  | N  | N  | P  | V  | P  | P  | V  | V  | N  | V  |
| Posizione | 16 | 7 | 3 | 6 | 3 | 3 | 2 | 2 | 2 | 2  | 5  | 6  | 5  | 5  | 5  | 5  | 7  | 5  | 5  | 5  | 4  | 4  | 4  | 4  | 2  | 3  | 2  | 3  | 2  | 3  | 3  | 3  | 2  | 2  | 2  | 2  | 2  | 3  | 3  | 3  | 3  | 3  | 3  | 3  | 3  | 3  |

Legenda:

Luogo: C = Casa; T = Trasferta. Risultato: V = Vittoria; N = Pareggio; P = Sconfitta.

### Statistiche dei giocatori
!! colspan="4" | Totale

| Giocatore      | 2. Bundesliga | 2. Bundesliga | 2. Bundesliga | 2. Bundesliga | Coppa di Germania D. Anders | Coppa di Germania D. Anders | Coppa di Germania D. Anders | Coppa di Germania D. Anders | 41       | 12   | 4           | 1          | 2 | 0 | 1 | 0 | 43 | 12 | 5 | 1 |
| Giocatore      | Presenze      | Reti          | Ammonizioni   | Espulsioni    | Presenze                    | Reti                        | Ammonizioni                 | Espulsioni                  | Presenze | Reti | Ammonizioni | Espulsioni |   |   |   |   |    |    |   |   |
| F. Bittencourt | 15            | 5             | 3             | 1             | 0                           | 0                           | 0                           | 0                           | 15       | 5    | 3           | 1          |   |   |   |   |    |    |   |   |
| U. Bredow      | 39            | 0             | 2             | 0             | 2                           | 0                           | 0                           | 0                           | 41       | 0    | 2           | 0          |   |   |   |   |    |    |   |   |
| N. Däbritz     | 38            | 3             | 8             | 1             | 1                           | 0                           | 0                           | 0                           | 39       | 3    | 8           | 1          |   |   |   |   |    |    |   |   |
| F. Edmond      | 46            | 5             | 7             | 0             | 2                           | 1                           | 0                           | 0                           | 48       | 6    | 7           | 0          |   |   |   |   |    |    |   |   |
| J. Engelmann   | 25            | 4             | 3             | 0             | 2                           | 0                           | 1                           | 0                           | 27       | 4    | 4           | 0          |   |   |   |   |    |    |   |   |
| D. Fröhlich    | 0             | 0             | 0             | 0             | 0                           | 0                           | 0                           | 0                           | 0        | 0    | 0           | 0          |   |   |   |   |    |    |   |   |
| H. Gabriel     | 30            | 1             | 6             | 1             | 1                           | 0                           | 0                           | 0                           | 31       | 1    | 6           | 1          |   |   |   |   |    |    |   |   |
| G. Grishin     | 20            | 3             | 5             | 0             | 0                           | 0                           | 0                           | 0                           | 20       | 3    | 5           | 0          |   |   |   |   |    |    |   |   |
| S. Gyamfi      | 4             | 0             | 2             | 0             | 1                           | 0                           | 1                           | 0                           | 5        | 0    | 3           | 0          |   |   |   |   |    |    |   |   |
| D. Hecking     | 31            | 1             | 5             | 1             | 1                           | 0                           | 0                           | 0                           | 32       | 1    | 5           | 1          |   |   |   |   |    |    |   |   |
| H. Heidenreich | 40            | 0             | 5             | 0             | 1                           | 0                           | 0                           | 0                           | 41       | 0    | 5           | 0          |   |   |   |   |    |    |   |   |
| B. Hobsch      | 25            | 15            | 7             | 0             | 2                           | 1                           | 0                           | 0                           | 27       | 16   | 7           | 0          |   |   |   |   |    |    |   |   |
| R. Kauerhof    | 0             | 0             | 0             | 0             | 0                           | 0                           | 0                           | 0                           | 0        | 0    | 0           | 0          |   |   |   |   |    |    |   |   |
| M. Kischko     | 46            | 0             | 0             | 0             | 2                           | 0                           | 0                           | 0                           | 48       | 0    | 0           | 0          |   |   |   |   |    |    |   |   |
| R. Koslowski   | 0             | 0             | 0             | 0             | 0                           | 0                           | 0                           | 0                           | 0        | 0    | 0           | 0          |   |   |   |   |    |    |   |   |
| T. Kracht      | 43            | 3             | 14            | 1             | 2                           | 0                           | 0                           | 0                           | 45       | 3    | 14          | 1          |   |   |   |   |    |    |   |   |
| M. Liebers     | 22            | 0             | 2             | 1             | 0                           | 0                           | 0                           | 0                           | 22       | 0    | 2           | 1          |   |   |   |   |    |    |   |   |
| M. Lindner     | 46            | 3             | 12            | 0             | 2                           | 1                           | 1                           | 0                           | 48       | 4    | 13          | 0          |   |   |   |   |    |    |   |   |
| A. Opoku       | 0             | 0             | 0             | 0             | 1                           | 0                           | 0                           | 0                           | 1        | 0    | 0           | 0          |   |   |   |   |    |    |   |   |
| R. Pellmann    | 0             | 0             | 0             | 0             | 0                           | 0                           | 0                           | 0                           | 0        | 0    | 0           | 0          |   |   |   |   |    |    |   |   |
| J. Rische      | 46            | 10            | 9             | 0             | 2                           | 1                           | 0                           | 0                           | 48       | 11   | 9           | 0          |   |   |   |   |    |    |   |   |
| I. Saager      | 0             | 0             | 0             | 0             | 0                           | 0                           | 0                           | 0                           | 0        | 0    | 0           | 0          |   |   |   |   |    |    |   |   |
| U. Trommer     | 20            | 0             | 3             | 0             | 1                           | 0                           | 0                           | 0                           | 21       | 0    | 3           | 0          |   |   |   |   |    |    |   |   |
| J. Turowski    | 13            | 1             | 1             | 0             | 1                           | 1                           | 0                           | 0                           | 14       | 2    | 1           | 0          |   |   |   |   |    |    |   |   |